# Ghiacciaio Siemiatkowski
Il ghiacciaio Siemiatkowski (in inglese Siemiatkowski Glacier) è un ghiacciaio lungo circa 40 km situato sulla costa di Ruppert, nella parte occidentale della Terra di Marie Byrd, in Antartide. Il ghiacciaio, il cui punto più alto si trova ad oltre 300  m s.l.m., fluisce in direzione nord fino ad andare ad alimentare la piattaforma glaciale Nickerson.

## Storia
Il ghiacciaio Siemiatkowski è stato mappato dallo United States Geological Survey grazie a ricognizioni terrestri dello stesso USGS e a fotografie aeree scattate dalla marina militare statunitense nel periodo 1959-1965; esso è stato poi così battezzato dal Comitato consultivo dei nomi antartici in onore di Edmond R. Siemiatkowski, fisico delle aurore di base alla stazione Byrd nel 1964.